# یاروسواوا یوژویاکوفسکا
یاروسواوا یوژویاکوفسکا (لهستانی: Jarosława Jóźwiakowska؛ زادهٔ ۲۰ ژانویهٔ ۱۹۳۷) ورزشکار دو و میدانی اهل لهستان است.